# Stojan Vranješ
Pour les articles homonymes, voir Vranješ.
Stojan Vranješ (Стојан Врањеш en cyrillique serbe), né le 11 octobre 1986 à Banja Luka (alors en Yougoslavie), est un footballeur international bosnien qui joue au poste de milieu de terrain.
Son frère Ognjen est également footballeur, et joue lui aussi en équipe nationale.

## Biographie

### Débuts en Bosnie-Herzégovine
Stojan Vranješ commence à jouer au football au Borac Banja Luka, le principal club de sa ville de naissance, où il devient professionnel et fait ses débuts en deuxième division en 2005. Après plusieurs passages entre la première et la deuxième division, le Borac Banja Luka s'installe dans le haut de tableau de l'élite, et Vranješ se signale par ses bonnes performances, qui l'amènent vers l'équipe de Bosnie-Herzégovine en 2009. Le 1er juin, il joue son premier match international contre l'Ouzbékistan à Tachkent, en amical (match nul et vierge de buts).

### Départ en Roumanie et premier titre
En début d'année 2010, lors de sa cinquième saison avec Banja Luka avec qui il a déjà joué 110 matchs, il part pour la Roumanie et le Pandurii Târgu Jiu. Dans un club en grande difficulté, le Bosnien passe très près de la relégation à l'issue de la saison 2009-2010, le Pandurii profitant finalement des problèmes de l'Internațional Curtea de Argeș qui n'obtient pas de nouvelle licence pour rester en première division. Absent d'une grande partie de la saison suivante, tout aussi délicate pour son club, Vranješ est plus en réussite en 2011-2012, les victoires étant plus fréquentes.
En février 2012, le club de Cluj obtient son prêt pour quatre mois, avec option d'achat. Avec celui-ci, il joue quatorze matchs, la majorité en tant que titulaire, et devient champion en fin de saison. Malgré l'opportunité de jouer la Ligue des champions avec le club, Vranješ ne reste pas à l'issue de son prêt, même s'il a rompu son contrat avec Târgu Jiu et que les dirigeants de Cluj désirent le faire revenir.
Malgré plusieurs offres provenant de Roumanie et de Russie, Vranješ reste sans club durant plusieurs mois.

### Joue la coupe d'Europe en Serbie puis en Pologne
Le 6 février 2013, Stojan Vranješ s'engage pour deux ans avec le Vojvodina Novi Sad en Serbie. Au sein d'un club qui joue depuis plusieurs saisons les places européennes, le Bosnien s'impose assez rapidement, disputant seize rencontres, dont la finale de Coupe de Serbie perdue contre le Jagodina, et marquant trois buts. Titulaire indiscutable lors de la saison suivante, il joue ses premiers matchs européens, en Ligue Europa, jusqu'aux barrages lors desquels le Vojvodina est éliminé par le Sheriff Tiraspol. Il porte même le brassard de capitaine en championnat lors de la 2e journée, face au FK Voždovac.

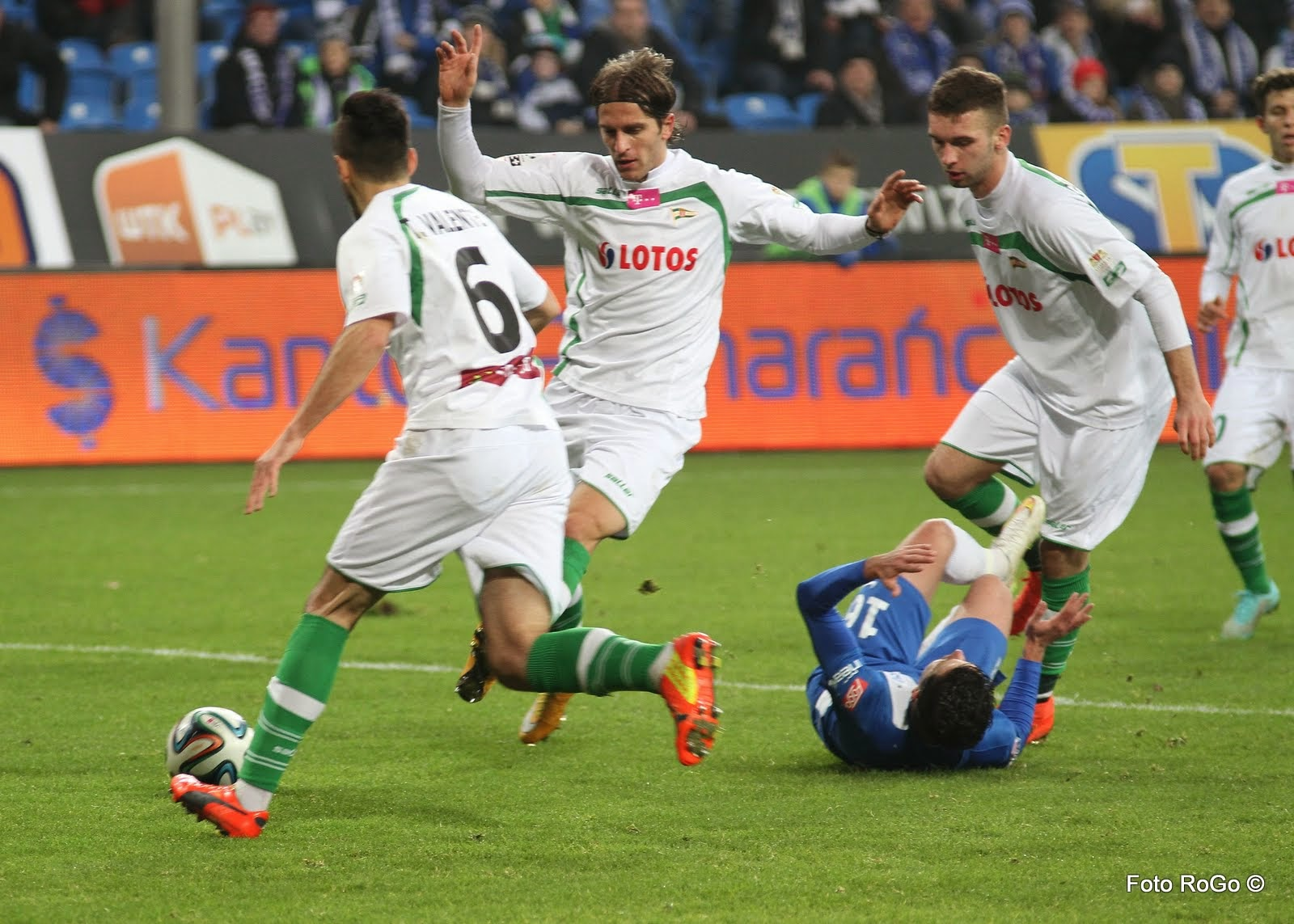
À la lutte pour le ballon (au centre), lors du match Lech Poznań - Lechia Gdańsk, en décembre 2014.

En février 2014, il rejoint la Pologne et le Lechia Gdańsk, qui nourrit de grandes ambitions nationales avec l'arrivée de nouveaux actionnaires. Auteur de bonnes performances, il ne quitte pas le onze de départ, jouant l'intégralité des quatorze rencontres de championnat restantes. Lors de la saison 2014-2015, il mène une nouvelle fois son club vers le « groupe titre », qui rassemble les huit meilleures équipes en deuxième partie de championnat, mais ne parvient toutefois pas à le qualifier pour une compétition européenne, échouant à six points de la quatrième place.
Le 29 août 2015, trois semaines après avoir prolongé son contrat avec le Lechia jusqu'en 2019, il est transféré vers le Legia Varsovie, qualifié en Ligue Europa. Avec le vice-champion de Pologne, Vranješ joue régulièrement alors que le Legia est impliqué dans la course au titre.

## Palmarès
- Champion de Roumanie : 2012
- Finaliste de la Coupe de Serbie : 2013
- Championnat de Pologne : 2016 et 2017
- Coupe de Bosnie-Herzégovine : 2018